# Katarina Huldt
Cecilia Elisabeth Katarina Huldt, född 10 februari 1964 i Enskede församling, är en svensk skådespelare.

## Filmografi
- 1986 – Seppan
- 1989 – Dårfinkar & dönickar (TV-serie)
- 1989 – Ängel
- 1989 – Hunden som log
- 1990 – Pass
- 1990 – Storstad (TV-serie)
- 1991 – På öppen gata
- 1996 – Skilda världar (TV-serie)
- 1997 – Snoken (TV-serie)
- 2006 – White Man's Blues
- 2007 – The Other Woman